# Allacta robusta
Allacta robusta är en kackerlacksart som beskrevs av Bei-Bienko 1969. Allacta robusta ingår i släktet Allacta och familjen småkackerlackor. Inga underarter finns listade i Catalogue of Life.